# Nathan Johnstone
Pour les articles homonymes, voir Johnstone.
Nathan Johnstone, né le 9 février 1990, est un snowboardeur australien spécialisé dans le half-pipe.

## Palmarès

### Jeux olympiques
- Sotchi 2014 : 13e en half-pipe

### Championnats du monde
- Championnats du monde 2011 à La Molina (Espagne):
  -  Médaille d'or en half-pipe.

### Coupe du monde
- 1 gros globe de cristal :
  - Vainqueur du classement freestyle en 2011.
- 1 petit  globe de cristal :
  - Vainqueur du classement halfpipe en 2011.
- 8 podiums dont 4 victoires (tous en half-pipe).